# エルダー公園

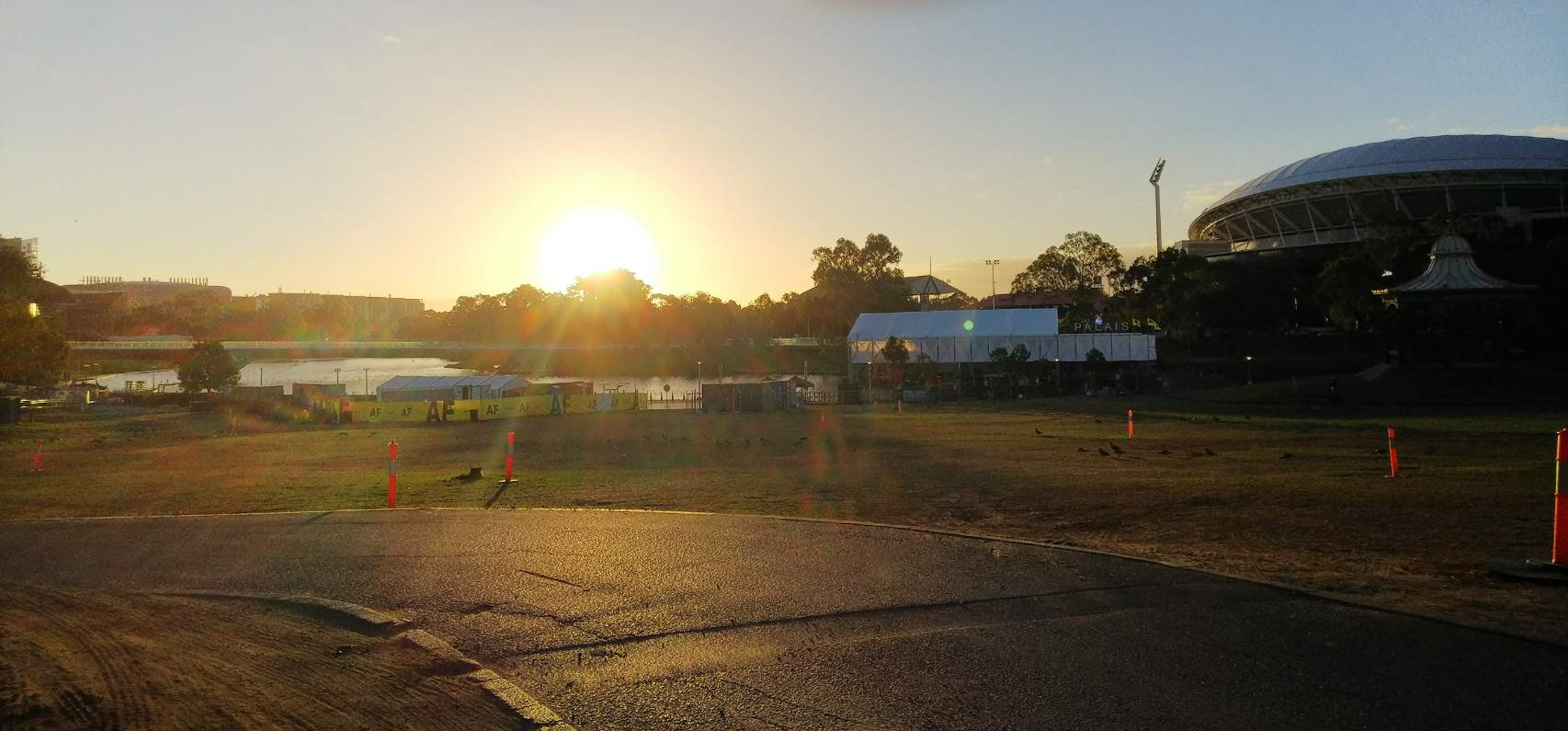
黄昏時のエルダー公園

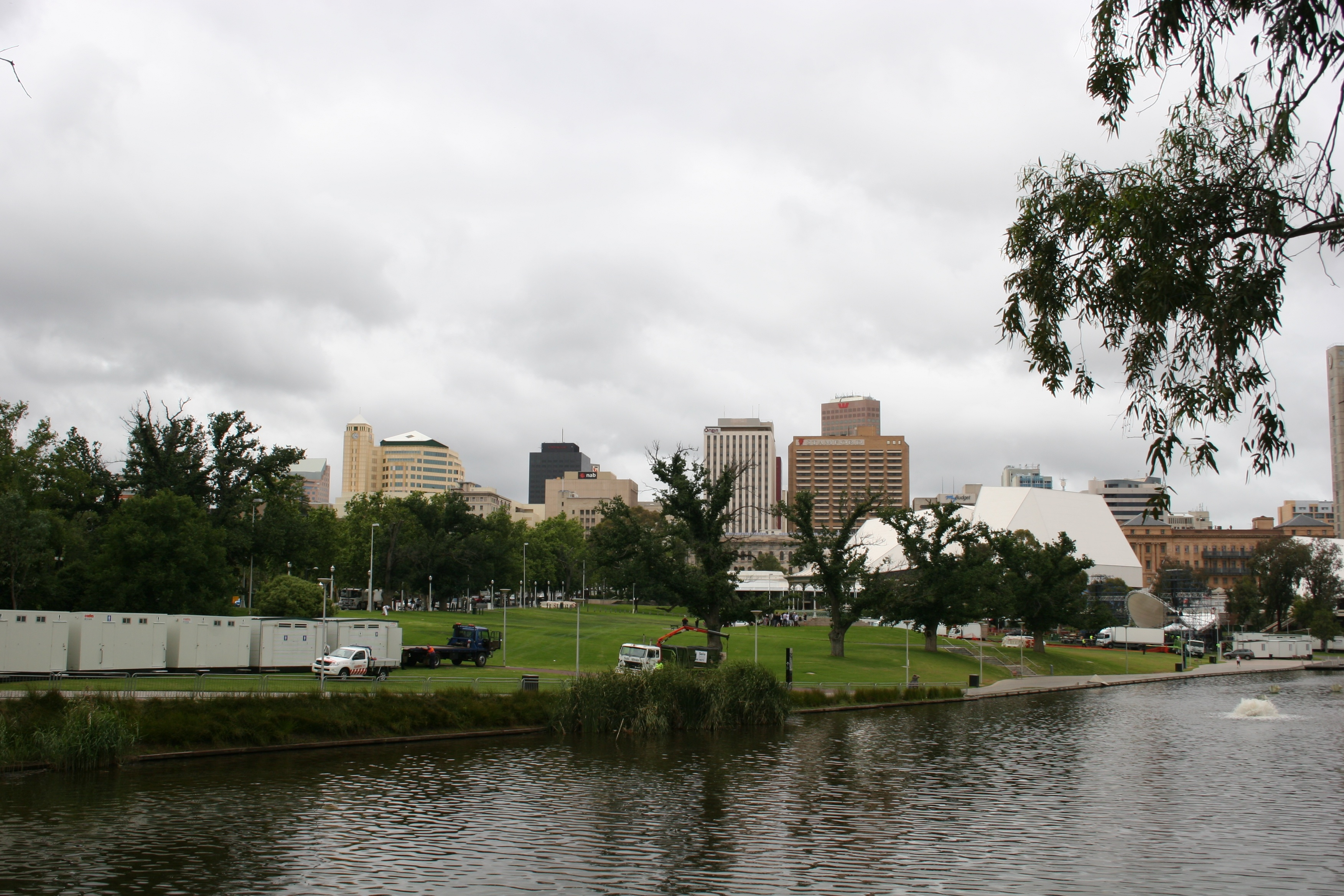
トレンズ川とエルダー公園(背景はアデレードシティーセンターのシルエット)

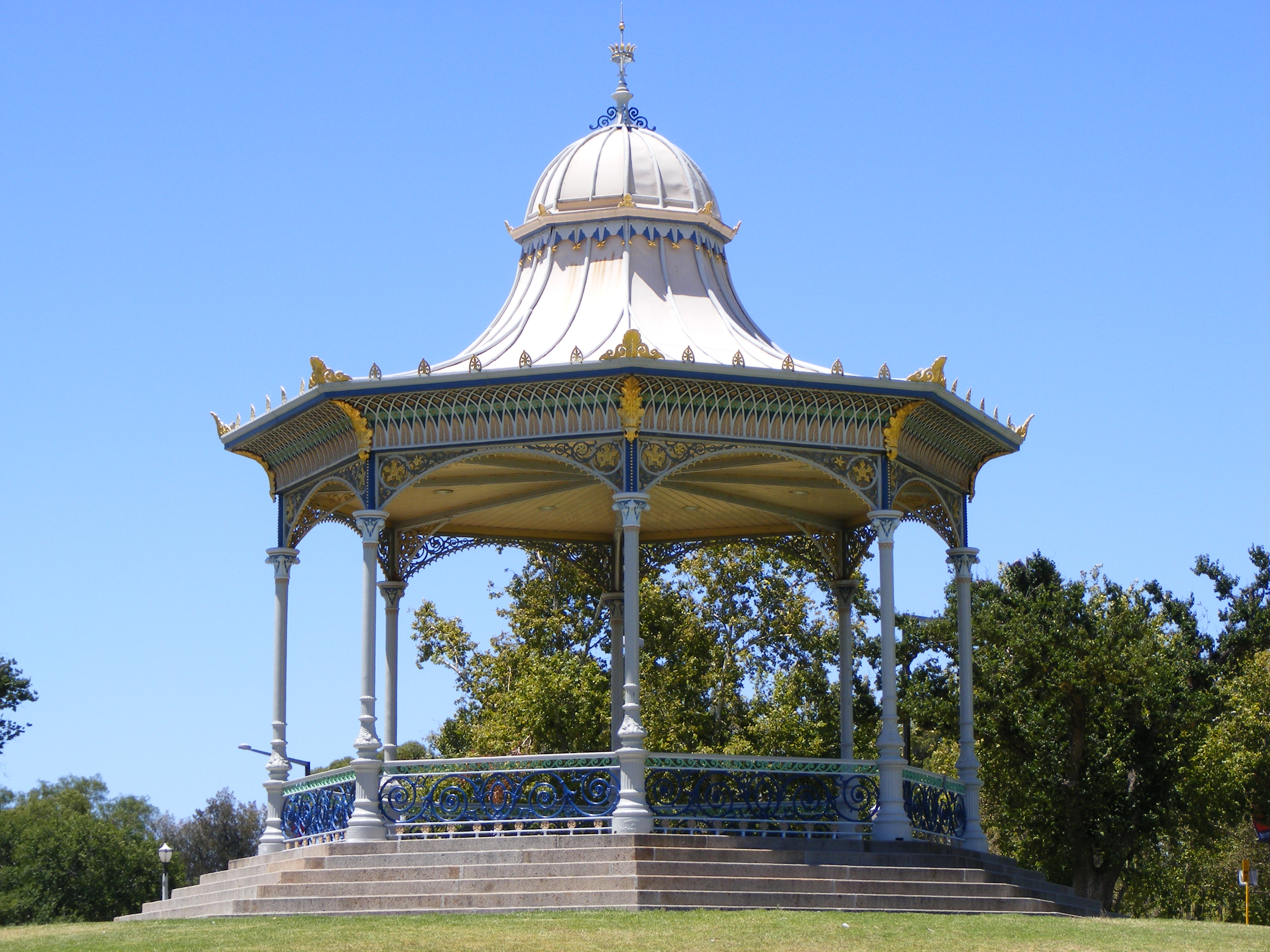
エルダー公園のロタンダ

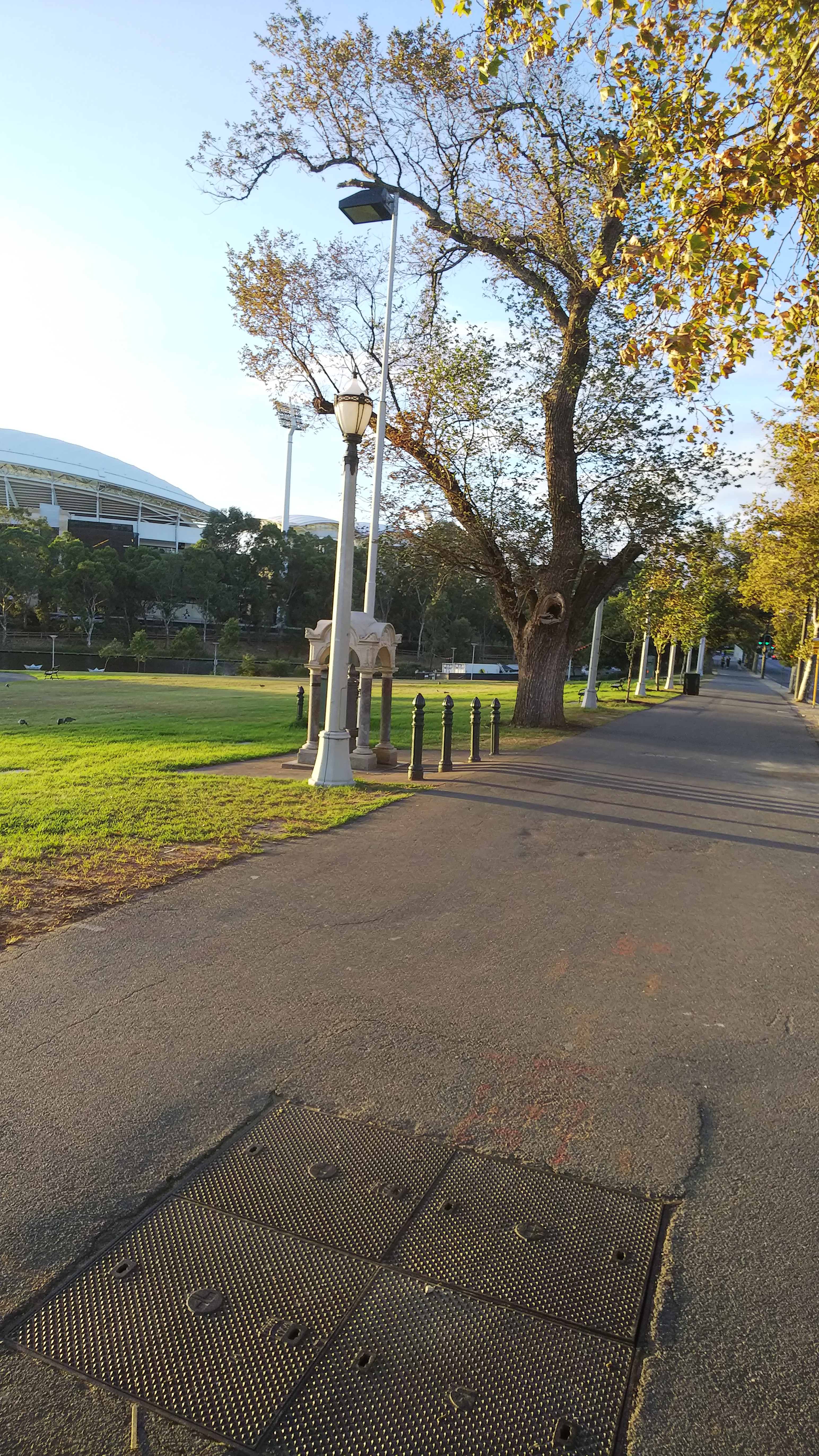
エルダー公園(ウィリアム王通りより)

エルダー公園は、サウスオーストラリア州州都、アデレードにある公共空間である。トレンズ川に面していて、アデレードフェスティバルセンターとノーステラスの間に位置する。
エルダー公園のエルダーとは、ゴールズブローモート会社(現在のエルダーズリミテッド)を興した、エルダー家に因んだものである。
エルダー公園のロタンダは、1882年に建てられた。ポペイェボートや外輪船は、エルダー公園近くのトレンズ川の土手から進水する。
エルダー公園は黄昏時の祝歌の聖地で、星空の下の交響楽団やアデレードフェスティバルによる催し物が開催される。
他にもエルダー公園という名の公園がスコットランドのグラスゴーのゴヴァンに有るが、それは裕福な慈善家の未亡人イザベラ・エルダー夫人が地域社会の為に寄付した都市公園である。そのエルダー公園は、造船会社で成功した故ジョン氏を偲んで名付けられた。